# Christer Fursth
Karl Christer Fursth (Örebro, 6 luglio 1970) è un ex calciatore svedese, di ruolo centrocampista.

## Carriera

### Club
Ha giocato nel campionato svedese, tedesco ed emiratino.

### Nazionale
Con la sua Nazionale partecipò ai Giochi olimpici del 1992.